# Harrington, Québec
Harrington är en kommun av typen kanton (municipalité de canton) i provinsen Québec i Kanada. Den ligger i regionen Laurentides, i den sydöstra delen av landet, 90 km nordost om huvudstaden Ottawa. Antalet invånare var 967 vid folkräkningen 2021. Landarean är 234 kvadratkilometer.
Kommunen är officiellt tvåspråkig (franska och engelska), med 55 % engelsktalande och 43 % fransktalande (modersmålstalare) vid folkräkningen 2021.